# André Cerf
Pour les articles homonymes, voir Cerf (homonymie).
André Cerf est un réalisateur, scénariste et acteur français, né le 31 octobre 1902 à Paris et mort le 6 décembre 1993 à Neuilly-sur-Seine, (Hauts-de-Seine).

## Biographie
Il a été l'assistant de Jean Renoir, Marcel L'Herbier, René Clair, Anatole Litvak, Fedor Ozep et Alexandre Esway. Après avoir été scénariste du film Radio-Folie en 1931, il réalise son premier film en 1935 : Le Médecin de service. Il disparait des écrans entre 1935 et 1947, puis revient au cinéma en tant que scénariste.
Il épousa l'actrice Alix Mahieux.
Il est inhumé au cimetière nouveau de Neuilly-sur-Seine (division 23).

## Filmographie

### Scénariste
- 1927 : Sur un air de charleston de Jean Renoir
- 1928 : Tire-au-flanc de Jean Renoir
- 1930 : La Joie d'une heure d'André Cerf
- 1932 : Bal d'apaches de Jean Mamy (court métrage)
- 1933 : Le Médecin de service, court-métrage d'André Cerf
- 1934 : Si j'étais le patron de Richard Pottier (coécrit avec René Pujol)
- 1935 : Soirée de gala de Victor de Fast (court métrage)
- 1936 : Le Mioche de Léonide Moguy (coécrit avec Jean Guitton, Daniel Maya, Léonide Moguy et Charles Spaak)
- 1937 : La Citadelle du silence de Marcel L'Herbier
- 1938 : Métropolitain de Maurice Cam (dialogues)
- 1940 : Ecco la felicità de Marcel L'Herbier (coécrit avec Gaetano Campanile-Mancini)
- 1940 : La Comédie du bonheur (ou La Locomotive du bonheur) de Marcel L'Herbier
- 1948 : Les Frères Bouquinquant de Louis Daquin (coadapté avec Louis Daquin)
- 1948 : Si jeunesse savait d'André Cerf (coécrit avec Raymond Bernard)
- 1949 : La Veuve et l'Innocent d'André Cerf (scénario, dialogues, réalisation)
- 1949 : Le Signal rouge d'Ernst Neubach (coécrit avec Ernst Neubach et Herbert Victor)
- 1951 : Le Mariage de mademoiselle Beulemans d'André Cerf
- 1952 : Le Crime du Bouif d'après la série du Bouif (dialogues avec Guillaume Hanoteau)
- 1953 : Tourbillon d'Alfred Rode
- 1956 : Trois de la Canebière de Maurice de Canonge (coadapté avec Maurice de Canonge et Juliette Sain-Giniez)
- 1962 : La Salamandre d'or de Maurice Regamey (coécrit avec Georges Mathiot et Maurice Regamey)
- 1966 : Trois étoiles en Touraine de Maurice Regamey (Téléfilm coécrit avec Maurice Regamey)
- 1970 : Les Belles au bois dormantes (ou Les Libertines) de Pierre Chenal (coécrit avec Roland Martin et Antoine Tudal)
- 1973 : Les Mohicans de Paris de Gilles Grangier (Série télévisée coécrite avec Michel Arnaud)
- 1975 : Salvador et Les Mohicans de Paris de Bernard Borderie, série télévisée

### Assistant réalisateur
- 1926 : Rien que les heures d'Alberto Cavalcanti
- 1926 : Nana de Jean Renoir
- 1927 : En rade d'Alberto Cavalcanti
- 1928 : Le Tournoi dans la cité de Jean Renoir
- 1929 : Le Bled de Jean Renoir
- 1930 : Le Petit Chaperon rouge d'Alberto Cavalcanti[5]
- 1931 : Le Parfum de la dame en noir de Marcel L'Herbier
- 1932 : Le Chien jaune de Jean Tarride
- 1934 : Si j'étais le patron de Richard Pottier
- 1935 : L'Équipage d'Anatole Litvak
- 1937 : Nuits de feu de Marcel L'Herbier
- 1937 : Forfaiture de Marcel L'Herbier
- 1939 : La Mode rêvée de Marcel L'Herbier
- 1939 : Entente cordiale de Marcel L'Herbier
- 1940 : Les Surprises de la radio de Marcel Aboulker
- 1969 : Les Gros Malins (ou Le Champion du tiercé) de Raymond Leboursier

### Réalisateur
- 1930 : La Joie d'une heure
- 1933 : Le Médecin de service
- 1935 : Une belle opération
- 1948 : Si jeunesse savait
- 1949 : Fausse monnaie (court métrage)
- 1949 : La Veuve et l'Innocent
- 1949 : Le Portefeuille (court métrage)
- 1951 : Le Mariage de mademoiselle Beulemans
- 1952 : Le Crime du Bouif
- 1956 : Appartement à louer (court métrage)
- 1956 : Hatha-Yoga (court métrage)

### Acteur
- 1923 : Le Marchand de plaisir de Jaque Catelain
- 1924 : La Galerie des monstres de Jaque Catelain
- 1923 : L'Inhumaine de Marcel L'Herbier
- 1926 : Nana de Jean Renoir : Le Tigre
- 1926 : Carmen de Jacques Feyder
- 1926 : Feu Mathias Pascal de Marcel L'Herbier
- 1927 : Sur un air de charleston de Jean Renoir : Angel
- 1927 : Napoléon d'Abel Gance : grognard
- 1928 : Tire-au-flanc de Jean Renoir : un soldat
- 1930 : Le Petit Chaperon rouge d'Alberto Cavalcanti
- 1932 : Bal d'apaches de Jean Mamy (court métrage)
- 1933 : Monsieur Cordon de Pierre Prévert[6] (court métrage)
- 1952 : Le Huitième Art et la Manière de Maurice Regamey
- 1981 : Malevil de Christian de Chalonge

### Montage
- 1928 : Le Tournoi dans la cité de Jean Renoir